# Agarista (insecto)
Agarista es un  género monotípico de lepidópteros perteneciente a la familia Noctuidae. Su única especie: Agarista agricola - Joseph's Coat Moth Donovan, 1805, es originaria de Australia e islas adyacentes. 
Las orugas de esta especie tienen bandas alternando el negro con naranja o bandas blancas.
Las orugas también tienen bandas de color naranja profundo en el mesotórax y en el último segmento abdominal. Tienen escasos pelos negros en las puntas del blanco. Su cabeza y las patas son de color naranja. 
Las polillas adultas son de color negro con blanco, azul, amarillo y manchas rojas. Tienen una envergadura de 7 cm las hembras y 5 cm los machos.
Las larvas se alimentan de Vitis heterophylla y otros miembros de la familia Vitaceae.

## Sinonimia
- Papilio agricola Donovan, 1805; Epitome nat. Hist. Ins. New Holland: pl. 32, f. 1
- Agarista picta Leach, 1814; Zool. Miscell. 1: 38, pl. 15
- Agarista agricola laetior Hulstaert, 1924
- Agarista daemonis Butler 1876
- Agarista biformis Butler 1884
- Agarista timorensis Rotschild 1896

## Variedades
- Agarista agricola biformis Butler, 1884
- Agarista agricola timorensis Rothschild, 1896
- Agarista agricola daemonis Butler, 1876